# صوفي ويبر
صوفي ويبر (بالألمانية: Sophie Weber)‏ هي مغنية نمساوية، ولدت في 1763 في تسل-إم-فيزنتال في ألمانيا، وتوفيت في 1846 في سالزبورغ في النمسا.